# Incidente di Shadian

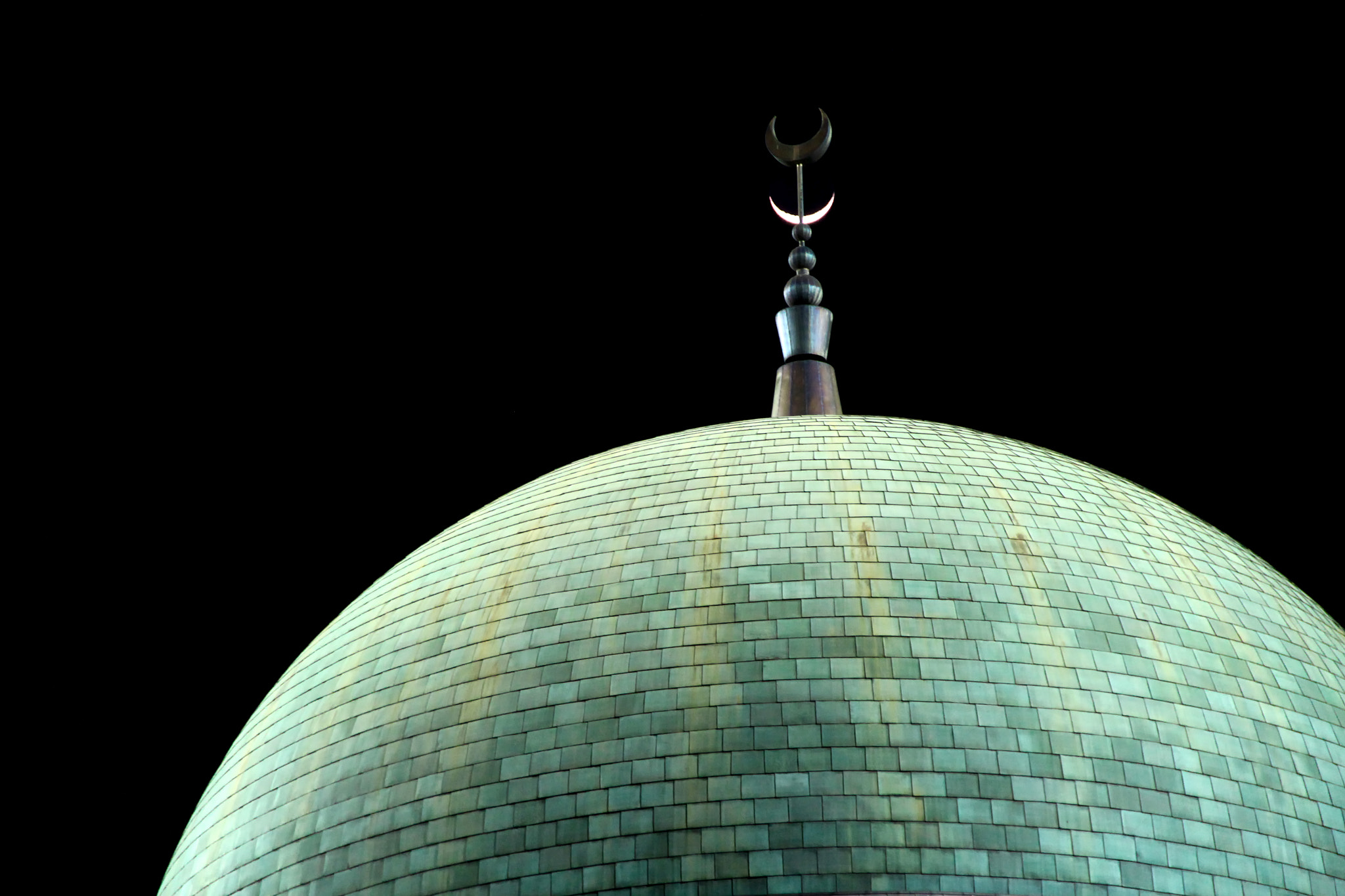
La Grande Moschea di Shadian

L'incidente di Shadian (沙甸事件T, 沙甸事件S, Shādiàn shìjiànP) fu una grande rivolta del popolo Hui contro il dominio comunista durante la Rivoluzione culturale cinese. L'incidente si è concluso con un massacro guidato dai militari. Il massacro ha avuto luogo in sette villaggi della provincia dello Yunnan, in particolare all'interno dello Shadian (della città di Gejiu), nel luglio e nell'agosto del 1975. Più di 1.600 civili (866 solo da Shadian) sono stati uccisi, inclusi 300 bambini, e 4.400 case sono state distrutte.

## Storia
Durante la Rivoluzione Culturale Cinese, come parte della campagna per distruggere i "Quattro Vecchi", l'Esercito Popolare di Liberazione ha chiuso le moschee e bruciato libri religiosi. Il conflitto tra il Partito Comunista Cinese (PCC) e la popolazione locale Hui iniziò nel 1974. Oltre un migliaio di persone Hui si recarono a Kunming, la capitale dello Yunnan, per chiedere la libertà religiosa concessa dalla costituzione cinese. Tuttavia, il governo locale ha ritenuto che il comportamento dei manifestanti "causasse disordini" e "opposizione alla direzione del Partito". Nel 1975, gli abitanti del villaggio tentarono di riaprire con la forza le moschee chiuse durante la Rivoluzione Culturale, intensificando il conflitto, che attirò l'attenzione di Pechino.
Questo alla fine ha portato il governo centrale della Cina a concludere che il movimento era diventato militarmente ribelle. Alla fine, il 29 luglio, a 10.000 soldati dell'Esercito Popolare di Liberazione è stato ordinato da Deng Xiaoping (alcune fonti sostengono che fosse Wang Hongwen) di risolvere il conflitto, provocando un massacro che è durato circa una settimana. L'azione militare è stata approvata da Mao Zedong.

## Conseguenze
Dopo la Rivoluzione Culturale, il comitato del Partito Comunista nello Yunnan ha esaminato e studiato l'incidente di Shadian. Durante il periodo "Boluan Fanzheng", il governo locale ha riabilitato le vittime e ha offerto le loro scuse ufficiali nel febbraio 1979. Il Partito Comunista sotto Deng Xiaoping incolpò la "Banda dei Quattro" delle parti peggiori e più violente della Rivoluzione Culturale.